# Борут Билач
Борут Билач (Постојна, 14. април 1965), бивши југословенски и словеначки атлетичар. Такмичио се у дисциплини скок удаљ. Био је први Словенац који је прескочио 8 метара.
На Европском првенству у атлетици 1990. одржаном у Сплиту у СФРЈ скоком од 8,09 м освојио је треће место. Најбољи му је скок 8,24 м остварен 5. јула 1990. године. Један од најбољих резултата му је девето место на Олимпијским пиграма 1992. у Барселони.
Ожењен је скакачицом у вис Бритом Билач.